# Marija Pejčinović Burić
Marija Pejčinović Burić (Mostar (Joegoslavië, tegenwoordig Herzegovina), 9 april 1963) is een Kroatische politicus van de nationaalconservatieve partij Kroatische Democratische Unie. Namens haar partij was Pejčinović Burić van 19 juni 2017 tot 19 juli 2019 minister van Buitenlandse en Europese Zaken en vicepremier in het kabinet van partijgenoot Andrej Plenković. Sinds 18 september 2019 is ze secretaris-generaal van de Raad van Europa
Pejčinović Burić studeerde economie aan de Universiteit van Zagreb. In 1985 rondde ze deze opleiding af. Tussen 1988 en 1991 was Pejčinović Burić werkzaam als adviseur bij Končar Inženjering in Zagreb. Na haar werk als adviseur was ze secretaris-generaal van het Europa-huis in Zagreb en vicesecretaris bij de Europees Kroatische beweging. Tijdens deze werkzaamheden studeerde ze aan het Europacollege, waar ze in 1994 haar master Europese studies behaalde.
Tussen 2000 en 2003 was Pejčinović Burić werkzaam op het Kroatische ministerie van Europese integratie. In eerste instantie maakt ze onderdeel uit van het kabinet van de minister. In 2001 werd Pejčinović Burić toegevoegd aan het onderhandelingsteam dat onderhandelde over de Kroatische Stabilisatie en Associatieovereenkomst met de Europese Unie. Sinds 2003 is Pejčinović Burić verbonden als docent Europese integratie aan de Diplomatieke Academie in Zagreb.
In 2004 maakte Pejčinović Burić haar intreden in de nationale politiek. Tussen 2004 en 2006 was ze staatssecretaris voor Europese integratie in het kabinet van Ivo Sanader. In 2006 werd Pejčinović Burić gekozen als lid in het onderhandelingsteam voor de toetreding van Kroatië tot de Europese Unie. In deze hoedanigheid was zij verantwoordelijkheid voor de hoofdstukken met betrekking tot buitenlandse zaken, veiligheid, defensie en institutionele zaken. Naast het lidmaatschap van het onderhandelingsteam was ze tevens voorzitter van de Kroatische delegatie bij de Stabilisatie en Associatieovereenkomst met de EU (2006-2008).
In 2008 werd Pejčinović Burić gekozen in het Parlement van Kroatië. Ze behield deze zetel tot 2011. Na enige tijd werkzaam te zijn geweest in het bedrijfsleven, keerde Pejčinović Burić in november 2016 terug in de nationale politiek. Ze werd staatssecretaris van Buitenlandse en Europese Zaken in het kabinet van Tihomir Orešković. Na het aftreden van Davor Ivo Stier in juni 2017 werd Pejčinović Burić aangesteld als minister van Buitenlandse en Europese Zaken.
In juni 2019 werd ze verkozen als secretaris-generaal van de Raad van Europa door de Parlementaire Vergadering van die Raad voor een termijn van vijf jaar, beginnende in september 2019. Ze haalde het van haar Belgische tegenstrever Didier Reynders met 159 stemmen tegenover 105. Ze begon haar werkzaamheden op 18 september 2019.